# Joaquín Elías Gadea Francés
Joaquín Elías Gadea Francés (nacido el 25 de agosto de 1981 en Cocentaina, Provincia de Alicante, España) es magistrado Juez español en activo desde 2010, actualmente presta servicios como juez de refuerzo del Juzgado Central de Instrucción número 6 de la Audiencia Nacional, a las órdenes del juez Manuel García-Castellón.
Fue juez decano de Tarragona durante más de cuatro años. Miembro de la Asociación Profesional de la Magistratura desde su incorporación al servicio activo, actualmente es miembro de la Ejecutiva Nacional.

## Biografía
Primero de la 60ª promoción de jueces, fue uno de los miembros del Tribunal Superior de Justicia de Cataluña que dictó la sentencia condenatoria del H.D.P. President de la Generalitat, Joaquim Torra, por delito de desobediencia.